# سفارت فرانسه در کپنهاگ
سفارت فرانسه در کپنهاگ (به لاتین: Embassy of France) یک سفارت در دانمارک است که در Copenhagen Municipality واقع شده‌است.